# Banque systémique
Une banque systémique est une banque dont la taille, la valorisation ou le montant des actifs sous gestion sont si élevés et variés que sa faillite potentielle aurait un effet très négatif sur le système financier international. Ces banques sont particulièrement surveillées par les marchés financiers car la faillite de l'une d'elles peut provoquer une contagion financière importante.

## Concept
Les banques systémiques sont des banques qui sont particulièrement intégrées dans le système financier, surtout depuis les accords de Bâle III. Du fait de leur taille et de leur poids relativement au système financier de leur aire économique, les secousses qui frappent ces banques peuvent avoir des effets qui vont bien au-delà de leur seule aire économique. Les banques systémiques sont donc des banques de taille particulièrement importante.
La recherche économique a montré que le risque systémique augmente avec la taille de la banque (Laeven et al., 2016). Aussi, la taille d'une banque par rapport à celle du système bancaire est positivement (mais non-linéairement) corrélée à la probabilité que l’État vienne la sauver en cas de faillite (Rose et Wieladek, 2012). Ces banques ont ainsi souvent, dans les faits, des coûts de financement plus faibles que les autres banques, estimé à moins 80 points de base en 2009 (par Ueda et Weder di Mauro, 2013) ; cela aurait décliné à 35 points de base après la crise de 2007 (Gudmundsson, 2016).
Certaines réglementations bancaires destinées à stabiliser le système financier mondial s'appliquent tout particulièrement aux banques systémiques, comme la norme BCBS 239.

## Liste selon le Conseil de stabilité financière
Le Conseil de stabilité financière identifie 29 banques systémiques en 2023.
Elles sont classées en fonction d'une échelle de soutenabilité de la dette financière comportant 5 niveaux, selon que le « coussin de fonds propres contra-cyclique » (countercyclical capital buffer, CCyB) qui s'exprime en un ratio (de 1 à 3,5 % en moyenne), de faible à élevé : en clair, un CCyB de 2 % indique que la banque anticipe de manière prudentielle un niveau de fonds propres équivalant à 2 % de sa capitalisation.
En 2023, parmi les 29 banques considérées comme systémiques, onze sont européennes (Royaume-Uni inclus), dix américaines (Canada inclus), et huit asiatiques.
| Niveau | CCyB  | Banque                     |
| ------ | ----- | -------------------------- |
| 5      | 3,5 % | (aucune)                   |
| 4      | 2,5 % | JPMorgan Chase             |
| 3      | 2 %   | Bank of America            |
| 3      | 2 %   | Citigroup                  |
| 3      | 2 %   | HSBC                       |
| 2      | 1,5 % | UBS                        |
| 2      | 1,5 % | Agricultural Bank of China |
| 2      | 1,5 % | Bank of China              |
| 2      | 1,5 % | Barclays                   |
| 2      | 1,5 % | BNP Paribas                |
| 2      | 1,5 % | CCB                        |
| 2      | 1,5 % | Deutsche Bank              |
| 2      | 1,5 % | Goldman Sachs              |
| 2      | 1,5 % | ICBC                       |
| 2      | 1,5 % | Mitsubishi UFJ             |
| 1      | 1 %   | Bank of Communications     |
| 1      | 1 %   | Bank of New York Mellon    |
| 1      | 1 %   | BPCE                       |
| 1      | 1 %   | Crédit agricole            |
| 1      | 1 %   | ING                        |
| 1      | 1 %   | Mizuho                     |
| 1      | 1 %   | Morgan Stanley             |
| 1      | 1 %   | RBC                        |
| 1      | 1 %   | Santander                  |
| 1      | 1 %   | Société générale           |
| 1      | 1 %   | Standard Chartered         |
| 1      | 1 %   | State Street               |
| 1      | 1 %   | Sumitomo Mitsui            |
| 1      | 1 %   | TD                         |
| 1      | 1 %   | Wells Fargo                |

Elles étaient 30 jusqu'en 2022.